# زمین‌لرزه ۲۰۰۶ جاوه
زمین‌لرزه جاوه  در تاریخ ۲۶ مه ۲۰۰۶ میلادی، برابر با ‎۵ خرداد ۱۳۸۵، ساعت ۲۲:۵۳:۵۸ به زمان یوتی‌سی در اندونزی ، منطقه جاوه رخ داد. ژرفای این زلزله ۱۹٫۷ کیلومتر بود، و بزرگی آن ۶٫۴ در مقیاس Mw اعلام شده‌است. زمین‌لرزه به وقت محلی در روز شنبه، ساعت ۵ روی داده و منطقه زمانی آن یوتی‌سی +۷ بوده‌است .
سازمان زمین‌شناسی آمریکا نیز رومرکز این زمین‌لرزه را در مختصات ۷°۵۷′۴۰″جنوبی ۱۱۰°۲۶′۴۶″شرقی / ۷٫۹۶۱°جنوبی ۱۱۰٫۴۴۶°شرقی و ژرفای آنرا در ۱۲ کیلومتر گزارش کرده‌است. بزرگی برگزیدهٔ این سازمان از میان بزرگیهای محاسبه‌شدهٔ مختلف ۶٫۳ در مقیاس Mw بوده و از دید اثر، در میان چهار دسته‌بندی «نامحسوس»، «محسوس»، «زیان‌آور» یا «با تلفات»، زلزله را «با تلفات» اعلام کرده‌است.بیش از ۱۲۷۰۰۰ ساختمان در زمین‌لرزه خراب شده‌است.
پروژهٔ «تنسور گشتاور مرکزوار» زاویه‌های (راستا، شیب، ریک) گسل سازندهٔ زمین‌لرزه و صفحه عمود بر آنرا (°۳۲۳، °۷۷، °۱۷۶-) یا (°۲۳۲، °۸۶، °۱۳-) و نوع گسل را «امتدادلغز» فرارسانده‌است.
شمار کشتگان زلزله حدود ۵۷۴۹ نفر بوده‌است.تعداد زخمیان ۳۸۵۶۸ نفر برآورده شده‌است.بی‌خانمان شدگان نیز ۶۰۰۰۰۰ نفر اعلام شده‌است.